# بخش حسن
بخش حسن (به انگلیسی: Hassan district) یک بخش در هند است که در کارناتاکا واقع شده‌است.